# Lucie Hradecká
Lucie Hradecká (* 21. Mai 1985 in Prag, ČSSR) ist eine ehemalige tschechische Tennisspielerin.

## Karriere
Hradecká begann im Alter von vier Jahren Tennis zu spielen. Ihr bevorzugtes Terrain ist der Rasenplatz. Bis Mitte 2011 wurde sie von ihrer zehn Jahre älteren Schwester Petra trainiert.
2002 spielte Hradecká ihr erstes Profimatch, bereits 2003 gewann sie ihre ersten beiden ITF-Turniere.
Ihren ersten Titel auf der WTA Tour gewann sie 2006 in Portorož an der Seite von Renata Voráčová. Die an Nummer 4 gesetzte Paarung gewann das Finale kampflos gegen Eva Birnerová und Émilie Loit.
In Wimbledon erreichte Hradecká 2006 mit Hana Šromová das Achtelfinale.
In Indian Wells zog sie 2007 zusammen mit Voráčová ins Halbfinale des Doppelwettbewerbs ein.
Am 3. Juni 2011 gewann Hradecká an der Seite von Andrea Hlaváčková die Doppelkonkurrenz der French Open. Die Paarung sicherte sich durch einen 6:4, 6:3-Endspielsieg über Sania Mirza und Jelena Wesnina ihren ersten Titel bei einem Grand-Slam-Turnier.
2011 erzielte Hradecká auch im Einzel gute Ergebnisse. Im April erreichte sie beim WTA-Turnier in Barcelona mit Siegen über Benešová, Errani und Vinci das Finale, im Mai wurde sie erstmals unter den Top 50 geführt. Außerdem zog sie bei den WTA-Turnieren von Memphis und Straßburg ins Halb- bzw. Viertelfinale ein und erreichte zudem in Indian Wells die dritte Runde.
Am 15. August gelang ihr in Bad Gastein der elfte WTA-Doppeltitel. Nach dem Halbfinaleinzug 2012 bei den Australian Open an der Seite von Hlaváčková und den Titeln von Auckland und Memphis sowie der Finalteilnahme in Indian Wells verbesserte sie sich im Mai 2012 auf Position 8 der Doppelweltrangliste.
Beim Sandplatzturnier in Madrid sorgte sie dann in der Einzelkonkurrenz für Aufsehen. Als Qualifikantin ins Turnier gestartet, scheiterte sie nach Siegen über Shuai Peng, Petra Kvitová, Jekaterina Makarowa und Samantha Stosur erst im Halbfinale an der späteren Turniersiegerin Serena Williams. In Wimbledon erreichte sie 2012 mit Hlaváčková erstmals das Endspiel, das sie gegen die Williams-Schwestern in zwei Sätzen verloren. Bei den US Open standen sie erneut im Finale und unterlagen dort Roberta Vinci und Sara Errani mit 4:6 und 2:6. Im Oktober 2012 erreichte sie nach ihrem 15. WTA-Titel im Doppel in Luxemburg mit Platz 4 ihr bislang bestes Ranking.
In Québec stand Hradecká im Einzel erstmals seit dem Sandplatzturnier von Barcelona im Jahr 2011 wieder im Endspiel eines WTA-Turniers. Aber auch im fünften Anlauf wollte ihr der erste Einzeltitel auf der Tour nicht gelingen, sie verlor gegen Kirsten Flipkens mit 1:6 und 5:7.
In der Saison 2013 gewann Hradecká ihre Grand-Slam-Titel Nummer zwei und drei. Zunächst sicherte sie sich mit ihrem Landsmann František Čermák den Titel beim Mixed-Wettbewerb in Roland Garros. Dann gewann sie mit ihrer ständigen Partnerin Andrea Hlaváčková die Doppelkonkurrenz der US Open; es war bereits ihr elfter gemeinsamer Titel im Profitennis. Zum Saisonende trennte sich Doppelpartnerin Hlaváčková nach fünf Jahren von ihr.
Mit Michaëlla Krajicek spielte sie die meisten Turniere 2014. So erreichte das Duo das Finale beim ITF-Turnier in Prag, das sie gegen Andrea Hlaváčková und Lucie Šafářová mit 6:3 und 6:2 gewannen.
Bei den French Open scheiterte sie erst im Halbfinale. Das Turnier in Québec gewann sie mit Mirjana Lučić-Baroni mit 6:3, 7:68 gegen Julia Görges und Andrea Hlaváčková. Danach spielte sie wieder mit Hlaváčková und sie gewannen gleich ihr erstes Turnier in Poitiers.
2015 spielte sie, bis auf wenigen Ausnahmen, die komplette Saison mit Hlaváčková. Sie gewann mit ihr keinen Titel, erreichte aber dreimal ein Endspiel. Mit Julia Görges gewann sie das Turnier in New Haven. Die Saison wurde mit der Qualifikation zu den WTA Championships belohnt, wo sie im Halbfinale ausschied.
Bei den Australian Open 2016 stand sie mit Hlaváčková erstmals im Finale des Grand-Slam-Turniers, in dem sie sich lediglich dem zu der Zeit bestplatzierten Damendoppel, Martina Hingis und Sania Mirza, mit 6:71 und 3:6 geschlagen geben mussten.
Seit 2010 spielt sie zudem für die tschechische Fed-Cup-Mannschaft, mit der sie den Teamwettbewerb in den Jahren 2011, 2012, 2014 und 2015 gewann. Ihre bisherige Bilanz im Fed Cup: 6:2 Siege im Doppel, 1:3 im Einzel.
Bei den Olympischen Spielen 2016 in Rio de Janeiro gewann Hradecká zusammen mit Radek Štěpánek die Bronzemedaille im Mixed.
Im Oktober 2022 gab Hradecká ihr Karriereende bekannt.

## Turniersiege

### Einzel
| Nr. | Datum              | Turnier             | Kategorie     | Belag             | Finalgegnerin                     | Ergebnis       |
| --- | ------------------ | ------------------- | ------------- | ----------------- | --------------------------------- | -------------- |
| 1.  | 24. August 2003    | Enschede            | ITF $10.000   | Sand              | Lotty Seelen                      | 7:5, 6:4       |
| 2.  | 4. Oktober 2003    | Trenčianske Teplice | ITF $10.000   | Sand              | Irina Delitz                      | 6:3, 6:2       |
| 3.  | 4. April 2004      | Cavtat              | ITF $10.000   | Sand              | Lenka Tvarošková                  | 7:5, 6:0       |
| 4.  | 18. April 2004     | Bol                 | ITF $10.000   | Sand              | Romina Oprandi                    | 6:4, 6:3       |
| 5.  | 30. Mai 2004       | Biograd na Moru     | ITF $10.000   | Sand              | Lisa Tognetti                     | 6:3, 6:2       |
| 6.  | 13. Juni 2004      | Staré Splavy        | ITF $10.000   | Sand              | Sabrina Jolk                      | 6:1, 7:63      |
| 7.  | 12. September 2004 | Durmersheim         | ITF $10.000   | Sand              | Petra Russegger                   | 6:0, 5:7, 7:61 |
| 8.  | 13. März 2005      | Rogaška Slatina     | ITF $10.000   | Teppich (Halle)   | Kristina Andlovic                 | 6:4, 6:2       |
| 9.  | 20. November 2005  | Průhonice           | ITF $25.000   | Hartplatz (Halle) | Agnieszka Radwańska               | 4:6, 6:1, 7:68 |
| 10. | 12. Februar 2006   | Capriolo            | ITF $25.000   | Teppich (Halle)   | Darija Jurak                      | 6:1, 6:4       |
| 11. | 27. Mai 2007       | Gorizia             | ITF $25.000   | Sand              | Eloisa-Maria Compostizo-De Andres | 6:2, 6:3       |
| 12. | 3. August 2008     | Bad Saulgau         | ITF $25.000   | Sand              | Carmen Klaschka                   | 6:1, 4:6, 6:4  |
| 13. | 8. Februar 2009    | Belfort             | ITF $25.000   | Teppich (Halle)   | Wesna Manassijewa                 | 6:3, 6:2       |
| 14. | 15. Februar 2009   | Midland             | ITF $75.000   | Hartplatz (Halle) | Eleni Daniilidou                  | 6:3, 6:3       |
| 15. | 16. Mai 2010       | Prag                | ITF $50.000   | Sand              | Ajla Tomljanović                  | 6:1, 7:64      |
| 16. | 7. November 2010   | Nantes              | ITF $50.000+H | Hartplatz (Halle) | Walerija Sawinych                 | 6:3, 6:1       |
| 17. | 13. Februar 2011   | Midland             | ITF $100.000  | Hartplatz (Halle) | Irina Falconi                     | 6:4, 6:4       |
| 18. | 8. Mai 2011        | Prag                | ITF $50.000   | Sand              | Paula Ormaechea                   | 4:6, 6:3, 6:2  |
| 19. | 27. April 2014     | Chiasso             | ITF $25.000   | Sand              | Tereza Mrdeža                     | 6:3, 7:64      |
| 20. | 10. Februar 2019   | Trnava              | ITF $25.000   | Hartplatz (Halle) | Kristína Kučová                   | 6:4, 3:6, 7:60 |

### Doppel
| Nr. | Datum              | Turnier             | Kategorie         | Belag             | Partnerin               | Finalgegnerinnen                            | Ergebnis           |
| --- | ------------------ | ------------------- | ----------------- | ----------------- | ----------------------- | ------------------------------------------- | ------------------ |
| 1.  | März 2004          | Buchen              | ITF $10000        | Teppich           | Eva Hrdinová            | Elke Clijsters Caroline Maes                | 6:1, 6:4           |
| 2.  | November 2004      | Opole               | ITF $25000        | Teppich           | Eva Hrdinová            | Kazjaryna Dsehalewitsch Nadseja Astrouskaja | 7:5, 6:3           |
| 3.  | Februar 2005       | Biberach an der Riß | ITF $10000        | Hartplatz (Halle) | Sandra Záhlavová        | Kristina Barrois Stefanie Weis              | 5:7, 6:2, 7:5      |
| 4.  | März 2005          | Rogaška Slatina     | ITF $10000        | Teppich           | Zuzana Zálabská         | Kristína Michaláková Andrea Hlaváčková      | 7:5, 6:0           |
| 5.  | April 2005         | Civitavecchia       | ITF $25000        | Sand              | Sandra Záhlavová        | Gabriela Niculescu Monica Niculescu         | 6:4, 6:3           |
| 6.  | Juni 2005          | Zagreb              | ITF $75000        | Sand              | Vladimíra Uhlířová      | Daniela Klemenschits Sandra Klemenschits    | 6:2, 6:2           |
| 7.  | September 2005     | Denain              | ITF $75000        | Sand              | Vladimíra Uhlířová      | Zsófia Gubacsi Marija Korytzewad            | 6:0, 7:5           |
| 8.  | Oktober 2005       | Biella              | ITF $50000        | Sand              | Renata Voráčová         | Maret Ani Mervana Jugić-Salkić              | 6:4, 7:64          |
| 9.  | Oktober 2005       | Saint-Raphaël       | ITF $50000        | Hartplatz (Halle) | Sandra Záhlavová        | María Emilia Salerni Meilen Tu              | 4:6, 6:4, 7:5      |
| 10. | November 2005      | Průhonice           | ITF $25000        | Hartplatz (Halle) | Libuše Průšová          | Olga Vymetálková Eva Hrdinová               | 6:3, 3:6, 6:3      |
| 11. | Dezember 2005      | Přerov              | ITF $25000        | Teppich           | Gabriela Navrátilová    | Gréta Arn Margit Ruutel                     | 3:6, 6:4, 6:4      |
| 12. | Februar 2006       | Ortisei             | ITF $75000        | Teppich           | Vladimíra Uhlířová      | Tazzjana Putschak Nastassja Jakimawa        | 6:4, 6:2           |
| 13. | Februar 2006       | Biberach an der Riß | ITF $25000        | Hartplatz (Halle) | Olga Vymetálková        | Darija Jurak Renata Voráčová                | 2:6, 6:4, 7:54     |
| 14. | April 2006         | Civitavecchia       | ITF $25000        | Sand              | Martina Müller          | Tetjana Perebyjnis Barbora Strýcová         | 7:69, 6:3, 7:5     |
| 15. | 24. September 2006 | Portorož            | WTA Tier IV       | Hartplatz         | Renata Voráčová         | Eva Birnerová Émilie Loit                   | kampflos           |
| 16. | Juni 2007          | Přerov              | ITF $75000        | Sand              | Renata Voráčová         | Rossana de los Ríos Edina Gallovits         | 5:7, 6:3, 6:2      |
| 17. | Juni 2007          | Zlin                | ITF $50000        | Sand              | Renata Voráčová         | Michaela Paštiková Hana Šromová             | 6:2, 2:6, 6:4      |
| 18. | 29. Juli 2007      | Bad Gastein         | WTA Tier III      | Sand              | Renata Voráčová         | Ágnes Szávay Vladimíra Uhlířová             | 6:3, 7:5           |
| 19. | August 2007        | Bronx               | ITF $50000        | Hartplatz         | Urszula Radwańska       | Marija Korytzewa Darja Kustawa              | 6:3, 1:6, 6:1      |
| 20. | 23. September 2007 | Portorož            | WTA Tier IV       | Hartplatz         | Renata Voráčová         | Andreja Klepač Jelena Lichowzewa            | 5:7, 6:4, [10:7]   |
| 21. | Oktober 2007       | Jersey              | ITF $25000        | Hartplatz (Halle) | Andrea Hlaváčková       | Katie O’Brien Georgie Gent                  | 6:0, 6:4           |
| 22. | Dezember 2007      | Valašské Meziříčí   | ITF $25000        | Hartplatz (Halle) | Andrea Hlaváčková       | Darija Jurak Ivana Lisjak                   | 6:2, 6:1           |
| 23. | Februar 2008       | Belfort             | ITF $25000        | Teppich           | Andrea Hlaváčková       | Marta Marrero María José Martínez Sánchez   | 7:68, 6:4          |
| 24. | Februar 2008       | Sutton              | ITF $25000        | Hartplatz (Halle) | Andrea Hlaváčková       | Johanna Larsson Anna Smith                  | 6:3, 6:3           |
| 25. | 3. Mai 2008        | Prag                | WTA Tier IV       | Sand              | Andrea Hlaváčková       | Jill Craybas Michaëlla Krajicek             | 1:6, 6:3, [10:6]   |
| 26. | 20. Juli 2008      | Bad Gasteiln        | WTA Tier III      | Sand              | Andrea Hlaváčková       | Sessil Karatantschewa Nataša Zorić          | 6:3, 6:3           |
| 27. | Oktober 2008       | Saint-Raphaël       | ITF $50000        | Hartplatz (Halle) | Eva Birnerová           | Gracia Radovanovic Renata Voráčová          | 6:4, 6:3           |
| 28. | Oktober 2008       | Bratislava          | ITF $100000+H     | Hartplatz (Halle) | Andrea Hlaváčková       | Oqgul Omonmurodova Monica Niculescu         | 7:61, 6:1          |
| 29. | Feb/Mär 2009       | Clearwater          | ITF $50000        | Hartplatz         | Michaela Paštiková      | Maria Elena Camerin Yanina Wickmayer        | kampflos           |
| 30. | 26. Juli 2009      | Bad Gastein         | WTA International | Sand              | Andrea Hlaváčková       | Tatjana Malek Andrea Petković               | 6:2, 6:4           |
| 31. | 1. August 2009     | Istanbul            | WTA International | Hartplatz         | Renata Voráčová         | Julia Görges Patty Schnyder                 | 2:6, 6:3, [12:10]  |
| 32. | November 2009      | Nantes              | ITF $50000        | Hartplatz (Halle) | Michaela Paštiková      | Vladimíra Uhlířová Renata Voráčová          | 6:4, 6:4           |
| 33. | 9. Januar 2010     | Brisbane            | WTA International | Hartplatz         | Andrea Hlaváčková       | Melinda Czink Arantxa Parra Santonja        | 2:6, 7:63, [10:4]  |
| 34. | Februar 2010       | Midland             | ITF $100000       | Hartplatz (Halle) | Laura Granville         | Lilia Osterloh Anna Tatischwili             | 7:63, 3:6, [12:10] |
| 35. | Juli 2010          | Cuneo               | ITF $100000       | Sand              | Eva Birnerová           | Sorana Cîrstea Andreja Klepač               | 3:6, 6:4, [10:8]   |
| 36. | 25. Juli 2010      | Bad Gastein         | WTA International | Hartplatz         | Anabel Medina Garrigues | Timea Bacsinszky Tathiana Garbin            | 6:72, 6:1, [10:5]  |
| 37. | September 2010     | Saint-Malo          | ITF $100000       | Sand              | Petra Cetkovská         | Marija Korytzewa Ioana Raluca Olaru         | 6:4, 6:2           |
| 38. | Oktober 2010       | Poitiers            | ITF $100000       | Hartplatz (Halle) | Renata Voráčová         | Oqgul Omonmurodova Kristina Barrois         | 6:75, 6:2, [10:5]  |
| 39. | 3. Juni 2011       | French Open         | Grand Slam        | Sand              | Andrea Hlaváčková       | Sania Mirza Jelena Wesnina                  | 6:4, 6:3           |
| 40. | 17. Juli 2011      | Bad Gastein         | WTA International | Sand              | Eva Birnerová           | Jarmila Gajdošová Julia Görges              | 4:6, 6:2, [12:10]  |
| 41. | 7. Januar 2012     | Auckland            | WTA International | Hartplatz         | Andrea Hlaváčková       | Julia Görges Flavia Pennetta                | 6:72, 6:2, [10:7]  |
| 42. | Februar 2012       | Midland             | ITF $100000       | Hartplatz (Halle) | Andrea Hlaváčková       | Wesna Dolonz Stéphanie Foretz Gacon         | 7:64, 6:2          |
| 43. | 25. Februar 2012   | Memphis             | WTA International | Hartplatz (Halle) | Andrea Hlaváčková       | Wera Duschewina Wolha Hawarzowa             | 6:3, 6:4           |
| 44. | 20. August 2012    | Cincinnati          | WTA Premier 5     | Hartplatz         | Andrea Hlaváčková       | Katarina Srebotnik Zheng Jie                | 6:1, 6:3           |
| 45. | 21. Oktober 2012   | Luxemburg           | WTA International | Hartplatz (Halle) | Andrea Hlaváčková       | Irina-Camelia Begu Monica Niculescu         | 6:3, 6:4           |
| 46. | 14. Juli 2013      | Budapest            | WTA International | Sand              | Andrea Hlaváčková       | Nina Brattschikowa Anna Tatischwili         | 6:4, 6:1           |
| 47. | 7. September 2013  | US Open             | Grand Slam        | Hartplatz         | Andrea Hlaváčková       | Ashleigh Barty Casey Dellacqua              | 6:74, 6:1, 6:4     |
| 48. | 27. Oktober 2013   | Poitiers            | ITF $100000       | Hartplatz (Halle) | Michaëlla Krajicek      | Christina McHale Monica Niculescu           | 7:65, 6:2          |
| 49. | 3. November 2013   | Nantes              | ITF $50000        | Hartplatz (Halle) | Michaëlla Krajicek      | Stéphanie Foretz-Gacon Eva Hrdinová         | 6:3, 6:2           |
| 50. | 16. Mai 2014       | Prag                | ITF $100000+H     | Sand              | Michaëlla Krajicek      | Andrea Hlaváčková Lucie Šafářová            | 6.3, 6:2           |
| 51. | 14. September 2014 | Québec              | WTA International | Teppich (Halle)   | Mirjana Lučić-Baroni    | Julia Görges Andrea Hlaváčková              | 6:3, 7:68          |
| 52. | 26. Oktober 2014   | Poitiers            | ITF $100000       | Hartplatz (Halle) | Andrea Hlaváčková       | Katarzyna Piter Maryna Zanevska             | 6:1, 7:5           |
| 53. | 29. August 2015    | New Haven           | WTA Premier       | Hartplatz         | Julia Görges            | Chuang Chia-jung Liang Chen                 | 6:3, 6:1           |
| 54. | 18. September 2016 | Québec              | WTA International | Teppich (Halle)   | Andrea Hlaváčková       | Alla Kudrjawzewa Alexandra Panowa           | 7:62, 7:62         |
| 55. | 21. Oktober 2016   | Moskau              | WTA Premier       | Hartplatz (Halle) | Andrea Hlaváčková       | Daria Gavrilova Darja Kassatkina            | 4:6, 6:0, [10:7]   |
| 56. | 18. August 2018    | Cincinnati          | WTA Premier 5     | Hartplatz         | Jekaterina Makarowa     | Elise Mertens Demi Schuurs                  | 6:2, 7:5           |
| 57. | 17. August 2019    | Cincinnati          | WTA Premier 5     | Hartplatz         | Andreja Klepač          | Anna-Lena Grönefeld Demi Schuurs            | 6:4, 6:1           |
| 58. | 14. Dezember 2019  | Dubai               | ITF W100+H        | Hartplatz         | Andreja Klepač          | Georgina García Pérez Sara Sorribes Tormo   | 7:5, 3:6, [10:8]   |
| 59. | 16. August 2020    | Prag                | WTA International | Sand              | Kristýna Plíšková       | Monica Niculescu Raluca Olaru               | 6:2, 6:2           |
| 60. | 20. Juni 2021      | Birmingham          | WTA 250           | Rasen             | Marie Bouzková          | Ons Jabeur Ellen Perez                      | 6:4, 2:6, [10:8]   |
| 61. | 18. Juli 2021      | Prag                | WTA 250           | Hartplatz         | Marie Bouzková          | Viktória Kužmová Nina Stojanović            | 7:63, 6:4          |

### Mixed
| Nr. | Datum        | Turnier     | Kategorie  | Belag | Partner          | Finalgegner                       | Ergebnis         |
| --- | ------------ | ----------- | ---------- | ----- | ---------------- | --------------------------------- | ---------------- |
| 1.  | 6. Juni 2013 | French Open | Grand Slam | Sand  | František Čermák | Kristina Mladenovic Daniel Nestor | 1:6, 6:4, [10:5] |

## Karrierestatistik und Turnierbilanz

### Einzel
| Turnier         | 2005 | 2006 | 2007 | 2008 | 2009 | 2010 | 2011 | 2012 | 2013 | 2014 | 2015 | 2016 | 2017 | 2018 | 2019 | Karriere |
| --------------- | ---- | ---- | ---- | ---- | ---- | ---- | ---- | ---- | ---- | ---- | ---- | ---- | ---- | ---- | ---- | -------- |
| Australian Open | —    | Q1   | Q1   | Q1   | Q1   | 1    | 1    | 2    | 2    | 2    | 3    | 1    | Q2   | —    | Q2   | 3        |
| French Open     | —    | Q3   | —    | Q1   | 2    | 1    | 2    | 1    | 1    | Q1   | 2    | 1    | Q3   | —    | —    | 2        |
| Wimbledon       | Q1   | Q1   | —    | Q1   | 1    | 1    | 1    | 1    | 1    | Q2   | 1    | Q1   | —    | —    | —    | 1        |
| US Open         | Q2   | —    | Q2   | Q3   | 1    | 1    | 1    | 2    | 1    | Q1   | 1    | Q2   | Q2   | Q1   | —    | 2        |

Zeichenerklärung: S = Turniersieg; F, HF, VF, AF = Einzug ins Finale / Halbfinale / Viertelfinale / Achtelfinale; 1, 2, 3 = Ausscheiden in der 1. / 2. / 3. Hauptrunde; Q1, Q2, Q3 = Ausscheiden in der 1. / 2. / 3. Qualifikationsrunde; nicht ausgetragen

### Doppel
| Turnier                   | 2006              | 2007              | 2008              | 2009              | 2010              | 2011              | 2012              | 2013              | 2014              | 2015              | 2016             | 2017              | 2018              | 2019              | 2020              | 2021              | 2022              | T / T      | S/N        | Sieg%      |
| ------------------------- | ----------------- | ----------------- | ----------------- | ----------------- | ----------------- | ----------------- | ----------------- | ----------------- | ----------------- | ----------------- | ---------------- | ----------------- | ----------------- | ----------------- | ----------------- | ----------------- | ----------------- | ---------- | ---------- | ---------- |
| Australian Open           | –                 | 1                 | 1                 | 2                 | AF                | 2                 | HF                | 2                 | AF                | AF                | F                | 1                 | –                 | 2                 | 1                 | 2                 | 2                 | 0 / 15     | 21:15      | 58 %       |
| French Open               | 1                 | 1                 | 2                 | 1                 | AF                | S                 | HF                | HF                | HF                | HF                | VF               | HF                | 1                 | AF                | 1                 | AF                | AF                | 1 / 17     | 38:16      | 70 %       |
| Wimbledon                 | AF                | 1                 | 1                 | 1                 | 2                 | 1                 | F                 | VF                | 2                 | 2                 | AF               | AF                | AF                | 1                 | n. a.             | VF                | 1                 | 0 / 16     | 21:16      | 57 %       |
| US Open                   | 1                 | 1                 | 2                 | 2                 | 1                 | VF                | F                 | S                 | AF                | AF                | AF               | F                 | VF                | 1                 | AF                | VF                | 2                 | 1 / 17     | 35:16      | 69 %       |
| WTA Finals                | –                 | –                 | –                 | –                 | –                 | –                 | F                 | –                 | –                 | HF                | VF               | –                 | –                 | –                 | n. a.             | –                 | –                 | 0 / 3      | 2:5        | 29 %       |
| Doha                      | a. K.             | a. K.             | –                 | n. a. bzw. a. K.  | n. a. bzw. a. K.  | n. a. bzw. a. K.  | –                 | –                 | –                 | a. K.             | 1                | a. K.             | –                 | a. K.             | AF                | a. K.             | HF                | 0 / 3      | 4:3        | 57 %       |
| Dubai                     | andere Kategorie  | andere Kategorie  | andere Kategorie  | –                 | –                 | –                 | andere Kategorie  | andere Kategorie  | andere Kategorie  | –                 | a. K.            | 1                 | a. K.             | F                 | a. K.             | 1                 | a. K.             | 0 / 3      | 2:3        | 40 %       |
| Indian Wells              | –                 | HF                | –                 | 1                 | AF                | 1                 | HF                | AF                | HF                | AF                | VF               | F                 | –                 | 1                 | n. a.             | VF                | VF                | 0 / 13     | 22:12      | 65 %       |
| Miami                     | –                 | –                 | AF                | 1                 | 1                 | 1                 | 1                 | 1                 | 1                 | HF                | VF               | 1                 | –                 | 1                 | n. a.             | 1                 | 1                 | 0 / 13     | 6:13       | 32 %       |
| Madrid                    | nicht ausgetragen | nicht ausgetragen | nicht ausgetragen | –                 | –                 | –                 | AF                | AF                | –                 | 1                 | VF               | VF                | –                 | –                 | n. a.             | 1                 | –                 | 0 / 6      | 4:6        | 40 %       |
| Rom                       | –                 | –                 | AF                | –                 | –                 | –                 | –                 | –                 | –                 | AF                | HF               | –                 | –                 | –                 | VF                | AF                | HF                | 0 / 6      | 9:6        | 60 %       |
| Kanada                    | –                 | –                 | –                 | AF                | AF                | VF                | –                 | –                 | –                 | 1                 | –                | 1                 | –                 | 1                 | n. a.             | –                 | –                 | 0 / 6      | 4:5        | 44 %       |
| Cincinnati                | andere Kategorie  | andere Kategorie  | andere Kategorie  | –                 | AF                | AF                | S                 | –                 | 1                 | 1                 | –                | 1                 | S                 | S                 | HF                | 1                 | AF                | 3 / 11     | 19:8       | 70 %       |
| Guadalajara               | n. a. bzw. a. K.  | n. a. bzw. a. K.  | n. a. bzw. a. K.  | n. a. bzw. a. K.  | n. a. bzw. a. K.  | n. a. bzw. a. K.  | n. a. bzw. a. K.  | n. a. bzw. a. K.  | n. a. bzw. a. K.  | n. a. bzw. a. K.  | n. a. bzw. a. K. | n. a. bzw. a. K.  | n. a. bzw. a. K.  | n. a. bzw. a. K.  | n. a. bzw. a. K.  | n. a. bzw. a. K.  | 1                 | 0 / 1      | 0:1        | 0 %        |
| Peking                    | nicht ausgetragen | nicht ausgetragen | nicht ausgetragen | –                 | –                 | AF                | –                 | –                 | –                 | VF                | 1                | –                 | HF                | –                 | nicht ausgetragen | nicht ausgetragen | nicht ausgetragen | 0 / 4      | 6:4        | 60 %       |
| Wuhan                     | nicht ausgetragen | nicht ausgetragen | nicht ausgetragen | nicht ausgetragen | nicht ausgetragen | nicht ausgetragen | nicht ausgetragen | nicht ausgetragen | –                 | HF                | AF               | –                 | AF                | –                 | nicht ausgetragen | nicht ausgetragen | nicht ausgetragen | 0 / 3      | 4:3        | 57 %       |
| Olympische Spiele         | n. a.             | n. a.             | –                 | nicht ausgetragen | nicht ausgetragen | nicht ausgetragen | F                 | nicht ausgetragen | nicht ausgetragen | nicht ausgetragen | KF               | nicht ausgetragen | nicht ausgetragen | nicht ausgetragen | nicht ausgetragen | –                 | n. a.             | 0 / 2      | 7:3        | 70 %       |
| Billie Jean King Cup      | –                 | –                 | –                 | –                 | HF                | S                 | S                 | HF                | S                 | S                 | S                | –                 | –                 | –                 | RR                | RR                | –                 | 5 / 8      | 7:3        | 70 %       |
| Statistik                 | Statistik         | Statistik         | Statistik         | Statistik         | Statistik         | Statistik         | Statistik         | Statistik         | Statistik         | Statistik         | Statistik        | Statistik         | Statistik         | Statistik         | Statistik         | Statistik         | Statistik         | S/N        | S/N        | Sieg%      |
| Gewonnene Titel           | 4                 | 7                 | 6                 | 4                 | 6                 | 2                 | 5                 | 4                 | 3                 | 1                 | 2                | 0                 | 1                 | 2                 | 1                 | 2                 | 0                 | Gesamt: 50 | Gesamt: 50 | Gesamt: 50 |
| Gesamt-Siege/-Niederlagen | 44:18             | 38:13             | 38:14             | 33:19             | 41:17             | 33:18             | 52:12             | 35:12             | 32:13             | 42:24             | 35:18            | 27:16             | 20:10             | 22:14             | 15:11             | 29:22             | 27:19             | 563:270    | 563:270    | 68 %       |
| Jahresendposition         | 53                | 67                | 51                | 42                | 38                | 15                | 4                 | 14                | 22                | 17                | 10               | 14                | 32                | 28                | 32                | 29                | 29                | N/A        | N/A        | N/A        |

Zeichenerklärung: S = Turniersieg; F, HF, VF, AF = Einzug ins Finale / Halbfinale / Viertelfinale / Achtelfinale; 1, 2, 3 = Ausscheiden in der 1. / 2. / 3. Hauptrunde; KF (kleines Finale) = unterlegen im Spiel um Platz drei; RR = Round Robin (Gruppenphase); n. a. = nicht ausgetragen; a. K. = andere Kategorie; PO (Playoff) = Auf- und Abstiegsrunde im Billie Jean King Cup; K1, K2, K3 = Teilnahme in der Kontinentalgruppe I, II, III im Billie Jean King Cup.
Anmerkung: Diese Statistik berücksichtigt alle Ergebnisse im Einzel bei ITF- und WTA-Turnieren. Als Quelle dient die ITF-Seite der Spielerin. Dargestellt sind nur WTA-Turniere der Kategorie Tier I (bis 2008), die WTA-Turniere der Kategorien Premier Mandatory und Premier 5 (2009–2020) bzw. die WTA-Turniere der Kategorie 1000 (seit 2021).

### Mixed
| Turnier         | 2008 | 2009 | 2010 | 2011 | 2012 | 2013 | 2014 | 2015 | 2016 | 2017 | 2018 | 2019 | 2020 | 2021 | 2022 | Karriere |
| --------------- | ---- | ---- | ---- | ---- | ---- | ---- | ---- | ---- | ---- | ---- | ---- | ---- | ---- | ---- | ---- | -------- |
| Australian Open | —    | —    | AF   | —    | 1    | F    | 1    | 1    | 1    | 1    | —    | —    | 1    | AF   | HF   | F        |
| French Open     | —    | —    | —    | —    | 1    | S    | AF   | F    | 1    | VF   | —    | 1    |      | —    | VF   | S        |
| Wimbledon       | 1    | 1    | —    | 2    | —    | 2    | 1    | —    | —    | AF   | 1    | —    |      | 1    | 1    | AF       |
| US Open         | —    | —    | 1    | HF   | HF   | VF   | 1    | 1    | 1    | VF   | 1    | 1    |      | 1    | AF   | HF       |

## Weltranglistenpositionen am Saisonende
| Jahr   | 2003 | 2004 | 2005 | 2006 | 2007 | 2008 | 2009 | 2010 | 2011 | 2012 | 2013 | 2014 | 2015 | 2016 | 2017 | 2018 | 2019 |
| ------ | ---- | ---- | ---- | ---- | ---- | ---- | ---- | ---- | ---- | ---- | ---- | ---- | ---- | ---- | ---- | ---- | ---- |
| Einzel | 410  | 258  | 204  | 174  | 241  | 119  | 65   | 111  | 51   | 46   | 150  | 157  | 53   | 171  | 184  | 740  | 300  |
| Doppel | -    | 593  | 87   | 53   | 67   | 51   | 42   | 38   | 15   | 4    | 14   | 22   | 17   | 10   | 14   | 32   | 28   |